# Гатс (игра)
Гатс (англ. Guts) — это командный вид спорта с летающим диском («Фрисби» или подобным).
Игра ведётся двумя командами (обычно по 5 человек), стоящих друг напротив друга на расстоянии 14 м. Игроки выстраиваются на расстоянии вытянутой руки. Игрок из одной команды кидает диск изо всей силы во вторую, причём так, чтобы диск пролетел не выше поднятой руки игрока соперника, не правее (левее) руки, вытянутой вбок, и не ниже колена (это правило может варьироваться). Если диск не попал в обозначенное пространство, то принимающая команда получает очко.
Задача игроков принимающей команды — поймать диск одной рукой. При этом разрешается подбрасывать диск одной рукой (или другой частью тела) сколько угодно раз. Если это не удалось, то команде противника засчитывается очко. Если диск пойман, то очки никому не засчитываются.
Игра ведётся до 21 очков с отрывом хотя бы в 2 очка.